# Rasemia euzopherodes
Rasemia euzopherodes är en fjärilsart som beskrevs av George Francis Hampson 1910. Rasemia euzopherodes ingår i släktet Rasemia och familjen tandspinnare. Inga underarter finns listade.